# Leptolalax kecil
Espèce
Leptolalax kecil est une espèce d'amphibiens de la famille des Megophryidae.

## Répartition
Cette espèce est endémique de l'État de Pahang en Malaisie péninsulaire.

## Publication originale
- Matsui, Belabut, Ahmad & Yong, 2009 : A new species of Leptolalax (Amphibia, Anura, Megophryidae) from peninsular Malaysia. Zoological Science, vol. 26, no 9, p. 243-247.